# Christine Haigler

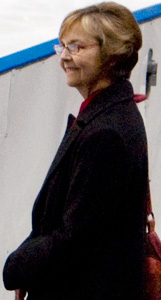
Krall als Trainerin beim Cup of Russia 2010

Christine Haigler, verh. Krall (* 5. Januar 1948 in Colorado Springs, Colorado) ist eine ehemalige US-amerikanische Eiskunstläuferin, die im Einzellauf startete.
Von 1963 bis 1965 erreichte Haigler das Podium bei nationalen Meisterschaften und nahm somit im gleichen Zeitraum an Weltmeisterschaften teil. Bei ihrem Debüt erreichte sie 1963 den 19. Platz. 1964 verbesserte sie sich auf den fünften Platz. Bei ihrer letzten Weltmeisterschaft belegte sie 1965 den vierten Platz. Haigler repräsentierte die USA bei den Olympischen Spielen 1964 in Innsbruck und beendete sie auf dem siebten Platz.
Haigler arbeitete für den US-amerikanischen Eiskunstlaufverband als technische Spezialistin und betätigt sich heute auch als Trainerin im Broadmoor Skating Club in Colorado Springs. Ihr bekanntester Schüler ist Patrick Chan.

## Ergebnisse
| Wettbewerb / Jahr                | 1963 | 1964 | 1965 |
| -------------------------------- | ---- | ---- | ---- |
| Olympische Winterspiele          |      | 7.   |      |
| Weltmeisterschaften              | 19.  | 5.   | 4.   |
| US-amerikanische Meisterschaften | 2.   | 3.   | 2.   |